# Злочин у Скеланима
Злочин у Скеланима или масакр у Скеланима назив је за масовно убиство становника српске националности у месту Скелани, недалеко од Сребренице, јануара 1993. године. Злочин се догодио 16. јануара 1993. године када су муслимански војници - припадници армије Републике Босне и Херцеговине напали Скелане и убили 69 мештана српске националности.

## Позадина
Припадници муслиманске војске су током априла и маја 1992. године протерали више хиљада  Срба из окупиране Сребренице и братуначких села па су многи од њих привремени смештај пронашли у Скеланима, који су били код контролом српских снага. Пре масакра у Скеланима, припадници армије Републике Босне и Херцеговине починили су злочине у више од 110 села у Подрињу, а последњи од тих догађаја био је у селу Кравица, на православни Божић 7. јануара 1993. године када је убијено 49 мештана. Напад је предводио командант Насер Орић а у злочину је поред муслиманских војника, учествовао и велики број цивила са подручја Сребренице. Први напади на Скелане збили су се још у априлу 1992. године а највећи злочин почињен је 16. јануара 1993. године.

## Масакр у Скеланима
Напад је почео у зору (око 7:30) 16. јануара 1993. године када су припадници армије Републике Босне и Херцеговине из Сребренице напали Скелане и околне засеоке, приликом чега је убијено 69 а повређено 175 лица српске националности. У нападу су убијене 24 жене и петоро деце док је 18-оро деце задобило теже повреде Најмлађа жртва масакра био је петогодишњи дечак Александар Димитријевић, а убијен је и његов брат Радисав Димитријевић, стар дванаест година. Обојица су усмрћени снајпером док су покушавали са мајком Милицом да пређу скелански мост и домогну се Бајине Баште. 30 људи је одведено у логор у Сребреницу где су мучени и малтретирани а чак осморо их је тамо и убијено. Петоро се и даље воде као нестали. Неке жртве су убијене у својим кућама и то ритуалним методама - одсецањем глава и екстремитета, спаљивањем, мучењем и клањем.
Цветку Ристићу, тада деветогодишњем дечаку муслимански војници су тог дана убили целу породицу а његова потресна судбина обишла је читав свет.  Муслимански војници су најпре заробили његовог оца Новака Ристића (40) којег су потом живог запалили, а онда су у подруму куће злостављали па масакрирали дечакову мајку Иванку (42) и малолетну сестру Митру, стару осамнаест година док су брата Мићу, старог 15 година заробили и одвели у сребренички логор где је највероватније убијен а његови посмртни остаци још нису пронађени. Са њима у кући је убијена и комшиница Миленија Јанковић (28) која је пре смрти вишеструко силована. Српкиња Гордана Секулић (33) убијена је снајперским хицем од стране муслиманских војника и то док је држала своју децу у наручју. Парализовану старицу Даринку Митровић (72) су Орићеви војници масакрирали у њеној кући а према речима њене ћерке, убица, извесни муслиман Дурмо је потом на њеном беживотном телу оставио писмо упућено Даринкином сину и кћери где се хвали својим злочином.  У Скеланима је заробљена и сатима силована па убијена Роса Неђић (43) а непокретна старица Радосава Ковачевић (78) убијена је са преко двадесет удараца секиром. Драгина Ранковић испричала је медијима како су њену мајку Миленку Ристић, пензионерку од 63 година, припадници муслиманске војске најпре силовали у кући а потом је убили и урезали јој крст на телу.
У својој кући су мучени, пребијани па масакрирани супружници Богдан (66) и Добрина Живановић (70), затим Анђелко Павловић (79) и Видосава Трифуновић (78) а од задобијених повреда у болници је преминула и Миленка Стевановић, стара 53 године.  У нападу на Скелане су такође убијени и Анђа Јањић (66), Филип Живановић (63), Стојан Живановић (69), Саво Максимовић, Илија Милановић (71), Радо Ристић (73), Душанка Милановић (73), Миленко Тодоровић (66), Никола Живановић (71), Радинка Митровић (47), Мирко Ракић (68), Рада Ковачевић (78), Илинка Благојевић (79) и многи други.
Према речима сведока, велики број жена муслиманске националности учествовао је у пљачкама српских кућа и крађи имовине а многе су данас чланице удружења "Мајке Сребренице".  Дражо Глигић, чији је син Алекса тог 16. јануара 1993. убијен у Скеланима, испричао је како је у паљењу њиховог села тог дана учествовала и Џемила Делалић из Добрака, чланица удружења "Мајке Сребренице" а посебно огорчење је изразио због тога што ју је у Београду 2006. угостио тадашњи председник Републике Србије Борис Тадић. И друге чланице поменутог удружења, Када Хотић и Нура Беговић признале су медијима да су заједно са својим синовима и браћом који су били припадници Армије БиХ, учествовале у нападима на српска села Кравицу, Бјеловац, Скелане, Факовиће.
Приликом напада на Скелане, порушено је више од 500 кућа и објеката, уништене су две православне цркве а демолирана су и четири гробља.
Током грађанског рата у Босни и Херцеговини (1992-1995) на подручју општине Скелани, страдало је 305 лица српске националности међу којима и 24 деце.

## Споменик у Скеланима
У Скеланима је 2005. године подигнут споменик у част невино страдалих мештана где је присуствовао и велики број страних делегација. На споменику су исписана имена свих 305 жртава који су страдали у овом месту током рата.

## Филм о страдању Срба у Скеланима
О страдању деце и цивила у Скеланима али и другим местима средњег Подриња снимљен је и документарни филм под називом "Злочин без казне – страдање Срба у средњем Подрињу", који је емитован крајем 2017. године. Филм је рађен у продукцији Информативног програма РТС-а а аутор филма је Слађана Зарић.